# Kamel Bou-Ali
Kamel Bou-Ali (* 6. Dezember 1958 in Tunis, Tunesien) ist ein ehemaliger tunesischer Boxer im Superfedergewicht.

## Profi
Am 15. Dezember 1977 gab er erfolgreich sein Profidebüt, als er Angelo Emili  einstimmig nach Punkten bezwang. Bereits in seinem fünften Kampf musste er seine erste Pleite hinnehmen. Auch seinen sechsten Fight verlor er. 1985 kämpfte er gegen Rocky Lockridge um die WBA-Weltmeisterschaft und scheiterte. Am 9. Dezember im Jahr 1989 eroberte er durch einen klassischen K.-o.-Sieg in Runde 8 gegen Antonio Rivera den vakanten Weltmeistergürtel der WBO.
Diesen Titel verlor er im März 1991 gegen Daniel Londas durch geteilte Punktentscheidung.